# American Philatelic Society

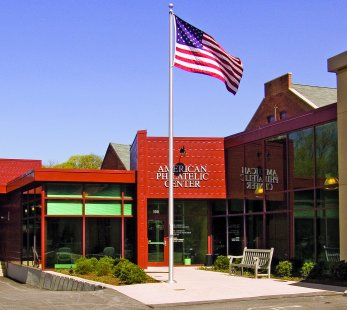
Hauptsitz der APS

Die American Philatelic Society (APS) ist der größte philatelistische Verein der Welt. Der Verein hat fast 44.000 Mitglieder aus 110 Ländern (Stand: 2007).
Gegründet wurde der Verein am 14. September 1886 in New York City. Zunächst hieß der Verein „American Philatelic Association“ und 1897 wurde er kurzfristig schon zum heutigen Vereinsnamen umbenannt und ab 1908 dann endgültig zum jetzigen Namen. 1940 hatte der Verein 4.000 Mitglieder, unter ihnen war Präsident Roosevelt. Der Hauptsitz der APS ist heute in Bellefonte, Pennsylvania.